# カンザス大学出身の著名な卒業生一覧

## ノーベル賞受賞者
- フランク・シャーウッド・ローランド - 1995年ノーベル化学賞受賞
- バーノン・L・スミス - 2002年ノーベル経済学賞受賞
- フアン・マヌエル・サントス　2016年ノーベル平和賞受賞

## 政治家
- アルフレッド・M・ランドン - カンザス州知事(1933年-1937年)、共和党大統領候補
- ボブ・ドール - アメリカ合衆国上院議員、共和党大統領候補
- ナンシー・カセバウム・ベーカー - アメリカ合衆国上院議員
- ジェーン・ディー・ハル - アリゾナ州知事(1997–2003)
- キャスリーン・セベリウス - カンザス州知事(2003年-2009年)、第21代アメリカ合衆国保健福祉長官(バラク・オバマ大統領、2009年-)
- サム・ブラウンバック - アメリカ合衆国下院議員(1995年-1996年)、アメリカ合衆国上院議員(1996年-2011年)、カンザス州知事(2011年-)
- フアン・マヌエル・サントス - コロンビア共和国大統領(2010年-2014年)

## ビジネス
- アラン・ムラーリー - フォード・モーター社CEO
- ロバート・イートン - 元クライスラー社CEO
- Christopher A. Sinclair - 元ペプシコーラ社CEO
- ルー・モントゥリ - Netscapeの共同設立者
- リンダ・Z・クック - CEO of Shell Gas and Power

## 学術・科学・技術
- エルマー・マッカラム - 化学者、ビタミンA 、ビタミンDの発見者
- ウォルター・S・サットン - 生物学者・医学者、染色体説を提唱
- クライド・トンボー - 天文学者、冥王星の発見者 (1906年 - 1997年)
- ジョー・エングル - NASAの宇宙飛行士
- 髙橋裕子 - 津田塾大学学長、国際女性史連盟（IFRWH）会長
- ロナルド・エヴァンス - NASAの宇宙飛行士
- スティーブ・ホーリー - NASAの宇宙飛行士
- Brian McClendon - Google Earthの開発者

## メディア・文学
- ウイリアム・インゲ - ピュリッツァー賞及びアカデミー賞受賞者、作家、劇作家
- ジェイムズ・E・ガン - SF作家
- ブラッドリー・デントン - SF作家
- ウイリアム・スタフォード - 詩人、平和主義者
- サラ・パレツキー - ミステリ作家[1]
- ジェイムズ・バーンズ - 作曲家
- ケビン・ヘリカー - ピュリッツァー賞受賞者
- ウイリアム・アレン・ホワイト - ピューリッツァー賞受賞者
- アルトゥール・ピサロ - ピアノ奏者

## 芸能
- ニール・ラビュート - 映画監督、脚本家、劇作家
- ドン・ジョンソン - 俳優
- スコット・バクラ - 俳優
- エタ・モートン・バーネット - 女優、歌手
- マンディ・パティンキン - 俳優
- ポール・ラッド - 俳優

## スポーツ
- ディーン・スミス - ノースカロライナ大学バスケットボール監督
- アドルフ・ラップ - ケンタッキー大学 バスケットボール監督
- ウィルト・チェンバレン - 伝説のNBA選手
- ゲール・セイヤーズ - NFL Hall of Fame running back.
- ブレット・ボウチー - MLBのサンフランシスコ・ジャイアンツに所属している投手。
- サム・フリーマン - MLBのセントルイス・カージナルスに所属している投手。